# Нубијска жирафа
Нубијска жирафа (лат. Giraffa camelopardalis camelopardalis) је једна од 9 подврста жирафе. Насељава југоисток Судана, југозапад Етиопије, те североисток ДР Конга. Има крупне четвороугаоне мрље кестењасте боје, на белој подлози.